# Breezand (werkeiland)
Breezand is een voormalig werkeiland aan de Afsluitdijk op 12 kilometer van de Friese kust.
Het werkeiland is voor de bouw van de Afsluitdijk aangelegd op de zandplaat met dezelfde naam die destijds in de Zuiderzee lag. Tijdens de bouw van de dijk waren er barakken voor dijkwerkers gevestigd.
Op Breezand ligt het gehucht Breezanddijk. Verder kent Breezand een militair oefenterrein waarvandaan het Ministerie van Defensie voor proeven munitie laat verschieten in een baan over het IJsselmeer. Rijkswaterstaat verpacht een deel van het eiland aan de Zeehengelsport- en kampeervereniging Het Wad die er een camping voor een vijftigtal stacaravans exploiteert. De voormalige werkhavens zijn in gebruik als vluchthaven.
Breezanddijk is verder een aantrekkingspunt voor automobilisten en toeristen, die op de parkeerplaats langs de Afsluitdijk een stop maken. Tevens is er een tankstation aan de zuidelijke kant van de snelweg, dat ook vanaf de andere weghelft bereikt kan worden.